# Jardin suspendu
 (juin 2016).
Si vous disposez d'ouvrages ou d'articles de référence ou si vous connaissez des sites web de qualité traitant du thème abordé ici, merci de compléter l'article en donnant les références utiles à sa vérifiabilité et en les liant à la section « Notes et références ».
Pour les articles homonymes, voir Jardin suspendu (homonymie).

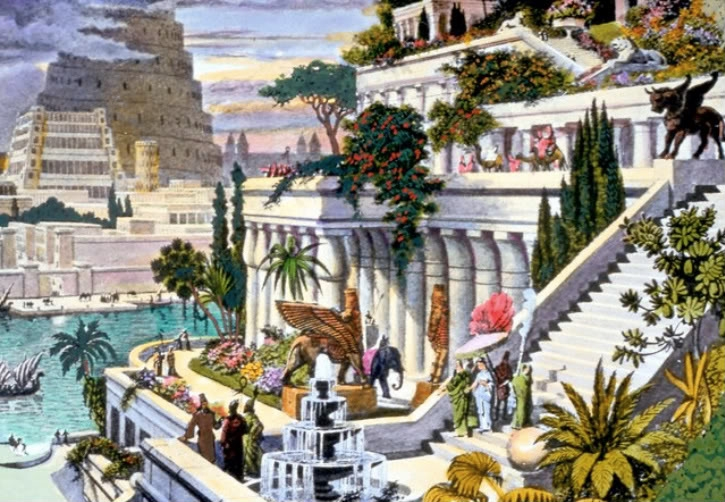
Les jardins suspendus de Babylone, une des Sept Merveilles du monde.

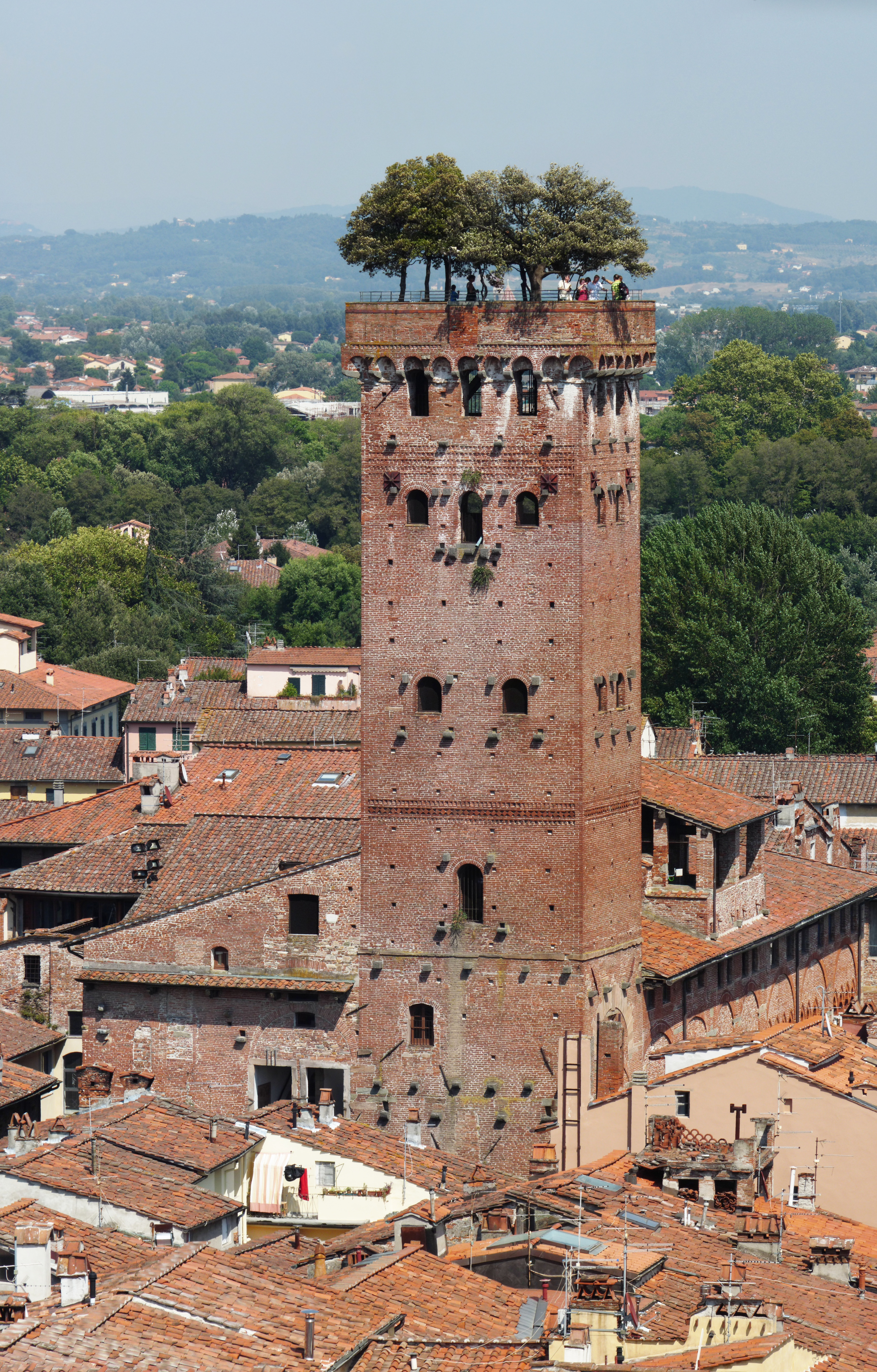
Jardin suspendu au sommet de la Torre Guinigi à Lucques en Toscane.

Un jardin suspendu est un jardin disposé dans un lieu insolite et exceptionnel et dont le développement aurait été irréalisable sans des techniques humaines réfléchies. Les jardins de Babylone en sont un exemple célèbre. 

## Histoire
L'expression fait référence aux jardins suspendus de Babylone qui se situeraient au centre de l'Irak actuel. Ils étaient considérés dans l'Antiquité comme l'une des Sept Merveilles du monde. Selon une hypothèse de Stephanie Dalley, ces jardins suspendus ne se situeraient pas à Babylone mais à Ninive, cité rivale de Babylone et capitale de l'Assyrie. Ces jardins suspendus assyriens seraient alimentés en eau grâce à des chadoufs. Strabon décrit le système d'acheminement de l'eau des jardins suspendus de Babylone comme un système différent de celui des chadoufs de Ninive. Il serait question d'un système de canaux très développé se joignant à une utilisation des vis d'Archimède, actionnées par les humains en continu. Cette représentation rejoint également celle de Philon, décrivant un système de conduits et de spirales.
De nos jours, elle s'applique plutôt à des jardins aménagés sur des balcons ou sur les toits en terrasse des immeubles urbains.

## Technique horticole d'aujourd'hui
Par extension, on peut considérer qu'une série de pots et de bacs de plusieurs dimensions exposés à des hauteurs différentes dans un jardin constitue un jardin suspendu, sous-entendant la notion d’un travail de la verticalité.
On n’oubliera pas les plantes grimpantes qui répondent bien à ces critères puisque leur développement utilise naturellement la verticalité et propose une partie de leur végétation suspendue à des supports.
La culture sur des terrasses isolées d’un sol nourricier ou en pots a des contraintes car elle suppose que les plantes devront se contenter de milieux de culture de faible volume. Il faut alors être certain d’apporter l'eau et les éléments nutritionnels des plantes en quantité suffisante.
Les différents jardins suspendus
Les jardins suspendus sont donc devenus une excellente solution pour aménager un espace vert en ville. Ils peuvent être installés sur un toit plat, un garage.
Principaux types
- Sur balcon : Le balcon est souvent un espace réduit.

- Sur toit : les aménagements sur toit deviennent de plus en plus à la mode chez les paysagistes, mais cela nécessite de prendre en compte la robustesse, la stabilité, l’étanchéité du toit; par exemple en déterminant le poids de terre soutenable et en créant des réseaux d’évacuation d’eau pour éviter les infiltrations. Le jardin Atlantique de 3 hectares sur le toit de la gare de Paris-Montparnasse en est un exemple remarquable.

- Les jardins rideaux :   Il consiste à végétaliser des façades. Le principe est soit qu’un mur porteur supporte un feutre nutritif sur lequel des plantes spéciales sont implantées; soit qu’un système de jardinières avec des plantes retombantes et résistantes soit installé. Un mur vertical impose un certain entretien. Ainsi il faut faire attention que les plantes n’atteignent ni les gouttières, ni les systèmes d’aération ou les cheminées de même que la toiture quand elle est composée de tuile ou d’ardoise. Une surveillance annuelle est donc nécessaire.

## Exemples historiques

### Renaissance
- Celui de la Torre Guinigi de Lucques en Toscane (Italie).